# Ephesia actaea
Ephesia actaea là một loài bướm đêm trong họ Noctuidae.